# Iomachus laeviceps
Espèce
Synonymes
- Hormurus laeviceps Pocock, 1890

Iomachus laeviceps est une espèce de scorpions de la famille des Hormuridae.

## Distribution
Cette espèce est endémique d'Inde. Elle se rencontre au Tamil Nadu, au Kerala et au Karnataka.

## Description
Le mâle holotype mesure 55 mm.

## Systématique et taxinomie
Cette espèce a été décrite sous le protonyme Hormurus laeviceps par Pocock en 1890. Elle est placée dans le genre Iomachus par Pocock en 1893.
Iomachus laeviceps malabarensis été élevée au rang d'espèce par Monod et Prendini en 2015.

## Publication originale
- Pocock, 1890 : Report upon a small collection of scorpions and centipedes sent from Madras by Mr. Edgar Thurston, of the Government Central Museum. Scorpionidea. Annals and Magazine of Natural History, sér. 6, vol. 5, p. 236-244 (texte intégral).